# VBS.Zulu.D
VBS.Zulu.D je računalni virus otkriven 21. ožujka 2001. godine. Virus sebe umeće u datoteke s nastavkom .html, .htm i .vsb. U Windows Registry dodaje vrijednost Winstart <path>\Winstart.wsh u registarski ključ HKEY_LOCAL_MACHINE\Software\Microsoft\Windows\CurrentVersion\Run što mu omogućava da se pokreće tijekom sljedećih podizanja sustava.
Naposljetku se virus kopira u datoteku Winstart.vbe.